# Tuberolabium coarctatum
Tuberolabium coarctatum là một loài thực vật có hoa trong họ Lan. Loài này được (King & Pantl.) J.J.Wood miêu tả khoa học đầu tiên năm 1990.